# Vah
A Vah (oroszul: Вах) folyó Nyugat-Szibériában, Oroszország Hanti- és Manysiföldön. Az Ob északi, jobb oldali mellékfolyója.

## Földrajz
Hossza: 964 km; vízgyűjtő területe: 76 700 km²; évi közepes vízhozama: 504 m³/s (665 m³/s?).
Forrása az Ob, a Jenyiszej és a Taz folyók vízválasztóján található. Innen kezdetben északnyugatra, majd délnyugat – nyugat felé halad és Nyizsnyevartovszk várostól 10 km-re ömlik az Obba. A Nyugat-szibériai-alföld lapos középső területén, nagyobb részt elmocsarasodott tajgán folyik keresztül, medencéjében sok a nagy kiterjedésű mocsár és az eltőzegesedett tó.
Medre rendkívül kanyargós. Folyása lassú, a folyó teljes esése a közel 1000 km-es hosszához képest nagyon kicsi, csupán 125 m.
November elejétől április végéig befagy. Magasvíz idején az Ob vize visszafelé folyik a Vah medrébe, ilyenkor szélesen elterülő völgye teljesen víz alá kerül.
Larjak településtől a torkolatig, 453 km-en át hajózható.

### Mellékfolyói
- Balról a Nagy Mektigjegan
- Jobbról a Kulinyigol, a Szabun, a Kolikjegan.

A Vah völgyében először 1962-ben bukkantak földgázmezőre. Később a medencéjében található Szamotlor-tónál Oroszország egyik legnagyobb kőolajlelőhelyét tárták föl, kitermelése napjainkban is nagy ütemben folyik.